# Medetera signaticornis
Medetera signaticornis är en tvåvingeart som först beskrevs av Friedrich Hermann Loew 1857.  Medetera signaticornis ingår i släktet Medetera och familjen styltflugor. Inga underarter finns listade i Catalogue of Life.